# خوان دي ديوس فيليبرتو
خوان دي ديوس فيليبرتو Juan de Dios Filiberto (8 مارس 1885 – 11 مارس 1946) موسيقي أرجنتيني، وعازف كمان، وقائد موسيقي وشاعر ومؤلف موسيقي.
يعتبر أبرز الموسيقيين في مجال موسيقى التانغو في الأرجنتين، في عصره الذهبي.
ألف العديد من المقطوعات الموسيقية في موسيقى التانغو منها Quejas de bandoneón.

## روابط خارجية
- خوان دي ديوس فيليبرتو على موقع IMDb (الإنجليزية)
- خوان دي ديوس فيليبرتو على موقع ميوزك برينز (الإنجليزية)
- خوان دي ديوس فيليبرتو على موقع أول ميوزيك (الإنجليزية)
- خوان دي ديوس فيليبرتو على موقع قاعدة بيانات الفيلم (الإنجليزية)